# Treviso (Santa Catarina)
Treviso é um município brasileiro do estado de Santa Catarina.

## História
A área atual do município, com o nome de Núcleo Treviso, começou a ser colonizada a partir de 18 de julho de 1891, com a chegada do imigrante italiano Arcangelo Bianchin, de 24 anos de idade, que resolveu iniciar, mesmo sozinho, a ocupação do território, apoiado por funcionários da Companhia Metropolitana, a empresa proprietária da Colônia Nova Veneza, sendo um dos cinco núcleos da colonizadora, um território de 33 mil hectares, comprado do governo da União pela empresa norte-americana Angelo Fiorita & Co., em junho de 1890, e mais tarde adquirida pela Companhia Metropolitana de Imigração, de propriedade de Carlos Augusto de Miranda Jordão, em fevereiro de 1891.
O Núcleo de Nova Treviso abrangia 429 lotes e era formado por diversas seções, chamadas Mãe Luzia Margem Direita (alguns lotes), Mãe Luzia Margem Esquerda (alguns lotes), e todos os lotes das Seções rio Pio, rio Morosini, rio Manin e rio Ferrero.
A Colônia Nova Veneza começou a surgir quando foi iniciada a demarcação dos lotes, sob a administração do diretor da colonizadora, o siciliano Michele Napoli, e a coordenação do agrimensor Federico Antonio Selva, que nominou todos os núcleos e seções e delimitou os lotes, homenageando diretores da colonizadora e regiões do Vêneto, para atrair os imigrantes, confeccionando ainda um mapa histórico que mostra todos os lotes de todos os núcleos a serem ocupados nas colônias, além das estradas, rios, fronteiras, demarcações das sedes dos núcleos, com os barracões que receberiam os imigrantes até que se estabelecessem condignamente.
O recrutamento dos futuros colonos, na Itália, foi realizado na região norte, no Vêneto, em cidades como Veneza, Belluno, Treviso, Bérgamo, Cremona, Ferrara e Údine. O país estava bastante afetado por uma grande crise econômica, o que facilitou a imigração para o novo mundo, mais exatamente o sul do estado de Santa Catarina. Instalados no núcleo, a partir daí denominado de Nova Treviso, esses imigrantes se dedicaram à pequena agricultura, a fim de pagar o valor do lote, de 600$000 réis (seiscentos mil reis), acrescido de 14$500 réis destinado a compra de ferramenta para o trabalho no campo.
Após Angelo Bianchin e a data-marco de 18 de julho de 1891 para os primórdios da colonização do futuro município de Treviso, seguiu-se a chegada de mais um imigrante solitário, Lorenzo Ferrari, em 18 de setembro, em uma diferença dedois meses a Arcangelo, uma terceira em 1° de novembro, com 186 imigrantes das famílias (em ordem alfabética) Beccari, Bellucco, Bergamini, Bernardini, Bonazza, Borga, Brambilla, Bregantin, Cacciatori, Cagliaro, Cavaglieri, Farma, Ferraro, Fraguglia, Furegato, Gianisella, Maffioletti, Magenis, Marangoni, Marcolin, Mazzoli, Moccelin, Moretti, Nardio, Nicolasi, Panizza, Passarella, Pavanati, Pellati, Pozzato, Pregnolato, Righetti, Rizzati, Ruzza, Stivanin e Valmini. Depois desta, numeroso grupo se estabeleceria com mais famílias em nova leva, a 18 de dezembro, em Rio Ferrero, e uma leva mais numerosa a partir de 19 e 20 de dezembro de 1891, (embora uma tradição oral tornasse em véspera de Natal esta chegada, o que cronologicamente é um equívoco). A partir daí, outros imigrantes chegaram, em números e datas esporádicas, desde 1892 até 1898.
A tradição costuma dizer que a data do início da colonização é 24 de dezembro de 1891, a véspera de Natal, embora as famílias tenham chegado, na realidade, entre 19 e 20 de dezembro de 1891, mas na realidade é a data do maior contingente que chega ao núcleo, em torno de 300 imigrantes, mas o início de tudo se dá com a coragem solitária e especial de Arcangelo Bianchin, realmente o pioneiro, a partir de 18 de julho de 1891 (BORTOLOTTO, 1991; DAVID, 2011).
Na região, em 1822, havia sido descoberto carvão mineral em Santa Catarina, na Serra do Rio do Rastro, e em 1876 Felisberto Caldeira Brant, o Visconde de Barbacena, iniciava a mineração no estado. Na década de 1940 se instala na vizinha Belluno (hoje Siderópolis), a Companhia Siderúrgica Nacional (CSN), extraindo carvão a céu aberto através da Marion, uma gigantesca escavadora importada dos Estados Unidos.
Em 1901, o Núcleo de Nova Treviso passou a integrar o município de Urussanga e, em 1926, foi elevado a condição de distrito de paz de Treviso, através do projeto de lei nº 103. Desmembrado de Urussanga em 19 de dezembro de 1958, foi criado o município de Siderópolis, e Treviso passou a ser seu distrito.
Em abril de 1994 criou-se uma Comissão de Emancipação, para que o Distrito se tornasse um município, independente de Siderópolis, assim constituída:
Presidente: Volnei José Piacentini
Vice-presidente: Norvaldo Possoli
1º Secretário: Ronaldo David
2º Secretário: José Antonio Rossi
1º Tesoureiro: Nei Buogo
2º Tesoureiro: Irineu Losso
Conselho fiscal: Inésio de Lorenzi, João Manoel de Quadra, Marcos Antonio Cesconetto
Suplentes do conselho fiscal: Leomar Luis Cesconetto, Valcir José Pagani, José Roberto dos Santos
Antes deste processo, na concretização do processo de emancipação, tiveram parte integrante também os trevisanos Ivo Antonio Fenili e João Réus Rossi, que declinaram da comissão provisória para permitirem a entrada de mais companheiros na atividade emancipacionista. Todo o projeto de emancipação, seu texto conclusivo e entregue à Assembleia Legislativa do Estado foi confeccionado pelo 1° secretário Ronaldo David.
Após o plebiscito de 19 de março de 1995, a lei n.9.864 de 8 de julho de 1995, era criado o município de Treviso, sendo sua emancipação concretizada pelo então governador José Augusto Hülse em evento oficial na Igreja Matriz Santo Alexandre.

## Prefeitos de Treviso
- Jaimir Comin (PPB) e Dorival Laudelino Fortuna (PPB) -vice - de 1997 a 2000
- Jaimir Comin (PPB) e João Batista Nava (PPB) -vice - de 2001 a 2004
- Lúcia de Lurdes Cimolin da Silva (MDB) e Valério Moretti (MDB) -vice de 2005 a 2008
- João Réus Rossi (MDB) e Valentim Antonio Cimolim (MDB) -vice - de 2009 a 2012
- João Réus Rossi (MDB) e Valério Moretti-vice (MDB) - de 2013 a 2016
- Jaimir Comin (PP)[6] e Rodrigo Fenili (PSD) -vice - de 2017 a 2020
- Luciano Miotelli (MDB) e Gelson Gamba (REPUBLICANOS) -vice - de 2025 a 2028

## Geografia
Localiza-se a uma latitude 28º30'56" sul e a uma longitude 49º27'27" oeste, estando a uma altitude de 147 metros. Hoje, Treviso conta com uma população de aproximadamente 3.600 habitantes, sendo a maioria descendentes de italianos.
Possui uma área de 157,667 km². Faz limite com Bom Jardim da Serra pela serra, com Lauro Müller ao norte, Urussanga à leste e Siderópolis ao sul.

## Economia
A economia de Treviso é baseada na extração de carvão, que é responsável pela maioria dos empregos e é o único setor industrial da cidade. Há também a agricultura, com o cultivo de milho, mandioca, fumo, feijão e banana, e também a produção de carnes,  frangos e suínos. A agricultura de subsistência é muito praticada, devido a maioria da população estar localizada na zona rural.

## Turismo
Por ficar localizada no costão da serra, Treviso dispõe de belíssimas paisagens naturais, onde podem ser praticado o turismo ecológico e os esportes radicais. Ainda há a tradicional Festa do Colono, realizada todo ano com shows nacionais e comidas típicas da cultura italiana.